# Ratpenat pilós petit
El ratpenat pilós petit (Kerivoula lanosa) és una espècie de ratpenat de la família dels vespertiliònids que es troba a Botswana, República Centreafricana, República Democràtica del Congo, Costa d'Ivori, Etiòpia, el Gabon, Ghana, Guinea, Kenya, Libèria, Malawi, Nigèria, Sud-àfrica, Tanzània, Zàmbia i Zimbàbue.